# Роберсон, Латавия
Лата́вия Мари́ Ро́берсон (англ. LaTavia Marie Roberson; 1 ноября 1981, Хьюстон, Техас, США) — американская певица, автор песен, актриса и фотомодель.

## Биография и начало карьеры
Латавия Роберсон родилась в Хьюстоне, Техас.
В 8 лет Роберсон познакомилась с Бейонсе. Они вместе с подругой Ноулз, Келли Роуленд, были отобраны в танцевальную рэп-группу. Первоначально группа называлась Girl’s Tyme, и её состав расширился до 6 человек. Чтобы посмотреть на них, в Хьюстон прилетел новый R&B продюсер Арне Фрэджер. Потом он отвёз их в студию The Plant Recording Studios в Северной Калифорнии. Помимо подписания контракта с крупным записывающим лейблом, стратегия Фрэджера состояла в том, чтобы группа выступила на Star Search, самом большом в то время шоу талантов на национальном телевидении. Girl’s Tyme участвовали в конкурсе, но, по признаю Ноулз, проиграли из-за плохой песни.
Чтобы руководить группой, в 1995 году отец Ноулз (который на то время занимался продажей медицинской техники) уволился с работы.

## Личная жизнь
Латавия состоит в фактическом браке с музыкальным продюсером Доном Вито (род.1978). У пары двое детей — дочь Лирик Ричард (род. 21 августа 2013) и сын Лондин Сейнт Ричард (род. 23 сентября 2019).